# Aphthona rhodinensis
Aphthona rhodinensis es un coleóptero de la familia Chrysomelidae. Fue descrita científicamente por primera vez en 1944 por Heikertinger.